# Floralix
Floralix est le premier parc à thème éphémère conçu en France, en 1967 à Orléans (Loiret).
Le parc est ouvert pour une durée de six mois, dans le quartier d'Orléans-la-Source, au parc floral. Il s'inspire de l'univers du héros de bandes-dessinées gaulois, Astérix.

## Présentation
Floralix ouvre le 25 avril 1967, sur une superficie de 3 hectares, dans le parc floral de la Source situé dans le quartier d'Orléans-la-Source, au sud du centre-ville d'Orléans à l'occasion des Floralies.
Le parc a pour thème l'univers du héros gaulois de bandes-dessinées Astérix et préfigure la création du Parc Astérix à Plailly, dans l’Oise.
Le parc est inauguré par Edgar Faure, alors ministre de l'Agriculture dans le gouvernement Georges Pompidou (4).
Les chanteurs français Michel Polnareff et Pierre Perret se produisent dans le parc.
Le parc accueille 2,3 millions de visiteurs et ferme ses portes en octobre 1967.